# Соли (область)
Со́ли (сербохорв. Soli) — средневековая область на северо-востоке современной Боснии и Герцеговины.

## История

Соли на физической карте

Средневековая жупа Соли располагалась в районе современной Тузлы, название которой происходит по местным соляным рудникам: лат. Salinae, древнесербское — Solь, современное название образовано от тур. tuzlu — «солёный», tuz — «соль». В раннефеодальный период до XII века Соли являлось «землёй» Боснийского государства. Область впервые упоминается как область Сербии, обращённой в христианство, в сочинении «Об управлении империей», которое было написано Константином Багрянородным около 950 года. Впоследствии Соли входила в Византию и Болгарию.
Около 1204 года впервые оказалось в составе Боснийского государства. В 1225 году впервые упоминается под своим именем. В 1253 году вошла в венгерскую бановину Усора и Соли. При сербском короле Драгутине отошла к Сербии. В 1324 году снова вернулась под власть Боснии, в составе которой оставалась до завоевания Боснии турками в 1463 году. Название области входило в состав титула боснийских правителей, в том числе Степана Томашевича. В том же году область была захвачена венгерским королём Матьяшем I. До окончательного занятия области турками в 1512 году находилась в Сребреницкой бановине. Впоследствии входила в османские нахии Горня-Тузла и Доня-Тузла, включённые в состав Сребреницкого кадилука и Зворницкого санджака.